# Луфэн (Гуандун)
Луфэ́н (кит. упр. 陆丰, пиньинь Lùfēng) — городской уезд городского округа Шаньвэй провинции Гуандун (КНР).

## История
Во времена империи Тан в 622 году восточная часть уезда Хайфэн была выделена в отдельный уезд Аньлу (安陆县). В 627 году уезд Аньлу был вновь присоединён к уезду Хайфэн.
Во времена империи Цин в 1731 году из уезда Хайфэн был выделен уезд Луфэн (陆丰县).
После вхождения этих мест в состав КНР в 1950 году уезд вошёл в состав Специального района Дунцзян (东江专区). В 1952 году Специальный район Дунцзян был расформирован, и уезд перешёл в состав Административного района Юэдун (粤东行政区). В конце 1955 года было принято решение о расформировании Административных районов, и с 1956 года уезд перешёл в состав нового Специального района Хойян (惠阳专区). В конце 1958 года Специальный район Хойян был расформирован, и с 1959 года уезд вошёл в состав Специального района Шаньтоу (汕头专区).
В 1970 году Специальный район Шаньтоу был переименован в Округ Шаньтоу (汕头地区).
В сентябре 1983 года в связи с расформированием округа Шаньтоу уезд был возвращён в состав округа Хойян (惠阳地区).
Постановлением Госсовета КНР от 1 января 1988 года был расформирован округ Хойян, а вместо него было образовано несколько городских округов; уезды Луфэн и Хайфэн были выделены в отдельный городской округ Шаньвэй, при этом северная часть уезда Луфэн была выделена в отдельный уезд Лухэ.
Постановлением Госсовета КНР от 9 января 1995 года уезд Луфэн был преобразован в городской уезд.

## Административное деление
Городской уезд делится на 3 уличных комитета и 17 посёлков.

## Экономика
Основу энергетики составляет АЭС Луфэн компании China General Nuclear Power Group.